# El Oro (Durango)
El Oro è un comune del Messico, situato nello stato di Durango, il cui capoluogo è la località di Santa Maria del Oro.